# Unipol Domus
Unipol Domus là một sân vận động bóng đá ở Cagliari, Sardinia, Ý. Được xây dựng vào năm 2017 với tên gọi Sardegna Arena, sân tổ chức các trận đấu bóng đá cho câu lạc bộ Cagliari từ mùa giải 2017–18, kể từ khi sân vận động Sant'Elia bị đóng cửa và phá bỏ một phần để xây dựng một sân vận động mới. Nó được sử dụng làm sân vận động tạm thời cho đến năm 2021 khi việc xây dựng hoàn thành và đổi tên thành Unipol Domus.